# Сулугуні
Сулугу́ні (груз. სულუგუნი) — солоний грузинський сир з регіону Самегрело. Сулугуні називають грузинські сири, у яких яскраво виражений кисломолочний, трохи солонуватий смак і аромат. Його консистенція повинна бути еластичною і щільною. У сиру можуть бути вічка в деяких місцях, як правило, неправильної форми, а також відсутня скоринка.
Сулугуні входить до групи розсільних сирів, які є одним з різновидів твердого сиру. Взагалі, розсільні сири вважаються найстарішими сирами, а їх рецептури, відповідно дуже стародавніми.

## Приготування
Сулугуні прийнято готувати з молока корови, кози або вівці, або з буйволячого молока, можливо використання молочної суміші. Зовні сулугуні нагадує низенький циліндр. У сулугуні надзвичайно специфічний та тривкий смак. У цього сиру цікава структура — шарувата, щільна, але водночас еластична. Попри те, що на нинішній час існує дуже багато сирів, сулугуні залишається популярним сиром.

## Національна кухня
У вересні 2011 року Грузія оформила патент на сулугуні та ще кілька страв традиційної національної кухні.